# Gottfried de Hohenlohe-Schillingsfürst
 (juin 2019).
Si vous disposez d'ouvrages ou d'articles de référence ou si vous connaissez des sites web de qualité traitant du thème abordé ici, merci de compléter l'article en donnant les références utiles à sa vérifiabilité et en les liant à la section « Notes et références ».

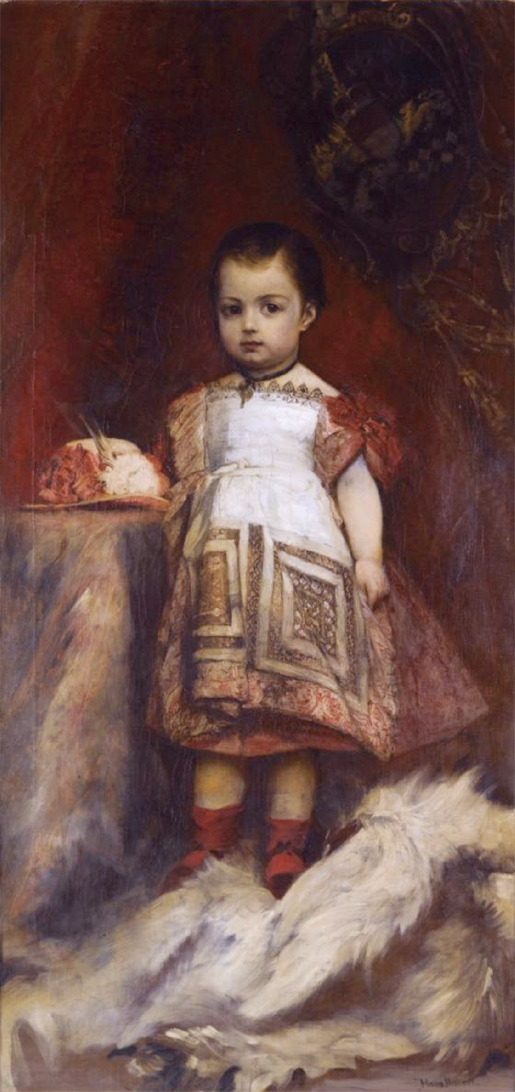
Gottfried de Hohenlohe-Schillingsfürst par Hans Makart vers 1870.

Gottfried (Maximilian Maria), prince de Hohenlohe-Waldenbourg-Schillingsfürst, Ratibor und Corvey (né le 8 novembre 1867 à Vienne et mort dans la même ville le 7 novembre 1932) est un général et diplomate austro-hongrois qui joue un rôle diplomatique important lors de la Première Guerre mondiale. 

## Biographie

### Famille et mariage
Il est le fils du premier grand-maître à la cour impériale Konstantin, prince de Hohenlohe-Schillingsfürst (1828-1896) et de son épouse Marie. Il est également le frère de Conrad de Hohenlohe-Waldenbourg-Schillingsfürst, prince de Hohenlohe-Schillingsfürst, premier ministre d'Autriche en 1906. Il épouse l'archiduchesse Henriette d'Autriche-Teschen, fille de l'archiduc Frédéric de Teschen, le 3 juin 1908 à Baden. 
Après ses études au lycée écossais de Vienne, il entre dans l'armée comme hussard en 1887. Promu lieutenant en 1889, il fréquenta l'École de guerre de 1893 à 1895, puis fut affecté à l'État-major. En 1900, il fut promu au grade de capitaine. En 1902, il fut envoyé à Saint-Pétersbourg comme attaché militaire. En 1906, il fut promu major, mais il prit sa retraite l'année suivante pour rejoindre le corps diplomatique. Il fut contraint de démissionner en 1908 en raison de son engagement avec l'archiduchesse Henriette.

### Postérité
Le couple devient parent de deux filles et d'un fils :
- Elisabeth de Hohenlohe-Schillingsfürst (Vienne 27 septembre 1909 - Mariazell 30 mars 1987), célibataire ;
- Natalie de Hohenlohe-Schillingsfürst (Vienne 28 juillet 1911 - Mariazell 11 mars 1989), célibataire ;
- Friedrich de Hohenlohe-Schillingsfürst (Vienne 18 février 1913 - mort au camp de prisonniers de Twikbuli, près Kutaïs, Caucase, en décembre 1945), célibataire.

### Carrière diplomatique
Le prince de Hohenlohe-Schillingsfürst reçut le 2 février 1913 de l'empereur François-Joseph Ier une mission spéciale à Saint-Pétersbourg visant à atténuer les tensions nées de la crise des Balkans de l'hiver de 1912 a 1913. En avril 1914, il intégra le corps diplomatique, et son épouse renonçait à son titre d'Altesse Impériale et Royale. L'empereur le nomma ambassadeur à Berlin, alors que la Première Guerre mondiale embrasait l'Europe, l'empereur le nomma ambassadeur à Berlin  le 4 août 1914 en remplacement du comte de Szögyény-Marich.
Comme ambassadeur, il fut un ardent partisan du maintien de l'alliance de 1879 avec l'Allemagne et chercha à la maintenir sur la base de l'égalité. Les échecs militaires austro-hongrois entravèrent toutefois ses efforts à cet égard. En poste à Berne, il fut l'amant de l'artiste de music hall française Mistinguett qui lui soutira des renseignements qu'elle livra aux services de renseignements français.  En 1917, il fut convaincu que la victoire militaire était hors de portée et qu'un accord de paix devait être trouvé dès que possible. Il soutint donc les tentatives infructueuses du nouvel empereur, Charles Ier d'Autriche, pour parvenir à une paix séparée. La même année, sa nièce Françoise, épousait le frère de l'empereur. Après la fin de la guerre, il prit sa retraite du service public et consacra ses dernières années à des courses de chevaux.

## Honneur
- 1208e Chevalier de l'ordre de la Toison d'or d'Autriche (1917)[1].